# Барафранка
Барафранка (итал. Barrafranca) је насеље у Италији у округу Ена, региону Сицилија.
Према процени из 2011. у насељу је живело 13397 становника. Насеље се налази на надморској висини од 456 м.

## Становништво
Према резултатима пописа становништва 2011. у општини је живело 13.977 становника.
| 1931.  | 1936.  | 1951.  | 1961.  | 1971.  | 1981.  | 1991.  | 2001.  | 2011.  |
| ------ | ------ | ------ | ------ | ------ | ------ | ------ | ------ | ------ |
| 12.988 | 13.111 | 14.665 | 14.775 | 14.447 | 15.511 | 13.667 | 13.115 | 13.977 |